# Roseline van Villeneuve-les-Avignon

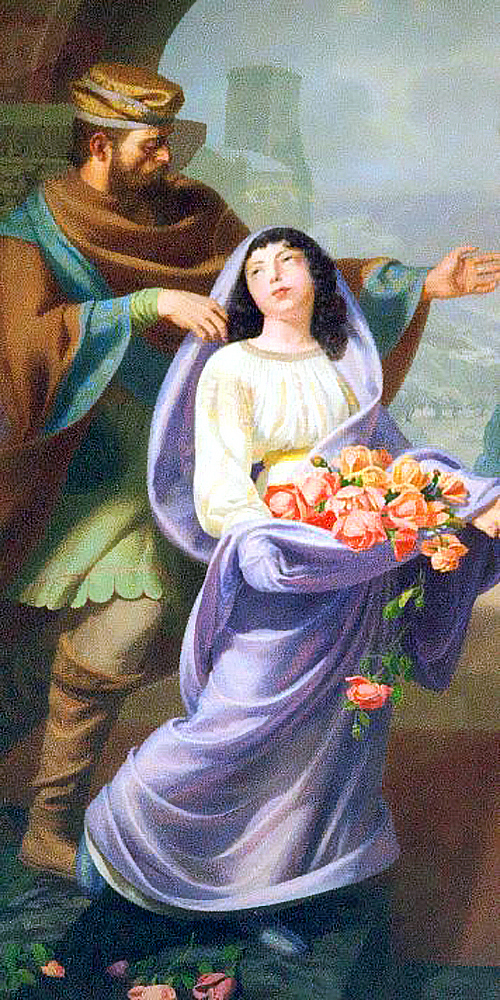
Roseline van Villeneuve-les-Avignon met haar vader

De heilige Roseline (Villeneuve-lès-Avignon (Frankrijk), 1267 - Celle-Roubaud (Frankrijk), 17 januari 1329) werd geboren als dochter van de graaf Arnaud die gehoorde tot een oude en edele familie.
Ze werd op latere leeftijd een kartuizersnon in het klooster van Bertrand (Bisdom Gap). Ze werd de priorin van Celle-Roubaud in de Provence. Haar moeder is haar voorbeeld gevolgd en is ook ingetreden in dezelfde orde.
Na haar dood is ze opgebaard in de Chapelle Sainte-Roseline in Les Arcs-sur-Argens. Hier is haar lichaam te bezoeken als eerstegraads relikwie. Het naastgelegen wijnhuis Château Sainte-Roseline is vernoemd naar de heilige.
Zij is de patroon van Draguignan. Haar feestdag is op 17 januari.